# Rinus Israël
Marinus David «Rinus» Israël (Ámsterdam, 19 de marzo de 1942-1 de julio de 2025) fue un jugador y entrenador de fútbol neerlandés. En su etapa como jugador profesional se desempeñaba como defensa.
Su nieta Rachel de Haze es jugadora de balonmano.

## Selección nacional
Fue internacional con la selección neerlandesa en 47 ocasiones y convirtió 3 goles. Formó parte de la selección subcampeona de la Copa del Mundo de 1974.

### Participaciones en Copas del Mundo
| Mundial                        | Sede             | Resultado  | Partidos | Goles |
| ------------------------------ | ---------------- | ---------- | -------- | ----- |
| Copa Mundial de Fútbol de 1974 | Alemania Federal | Subcampeón | 3        | 0     |

## Equipos

### Como jugador
| Equipo              | País         | Año       |
| ------------------- | ------------ | --------- |
| DWS Amsterdam       | Países Bajos | 1962-1966 |
| Feyenoord           | Países Bajos | 1966-1974 |
| Excelsior Rotterdam | Países Bajos | 1974-1975 |
| PEC Zwolle          | Países Bajos | 1975-1982 |

### Como entrenador
| Equipo                    | País         | Año       |
| ------------------------- | ------------ | --------- |
| PEC Zwolle (asistente)    | Países Bajos | 1982-1984 |
| FC Den Bosch              | Países Bajos | 1984-1986 |
| Feyenoord                 | Países Bajos | 1986-1988 |
| PAOK FC                   | Grecia       | 1988-1989 |
| FC Den Bosch              | Países Bajos | 1989-1990 |
| FC Dinamo Bucarest        | Rumania      | 1991-1992 |
| Selección nacional sub-21 | Países Bajos | 1992-1997 |
| Selección nacional        | Ghana        | 1997-1998 |
| Al-Jazira Club            | EAU          | 1998-1999 |
| Al-Shabab                 | EAU          | 1999-2000 |
| Al-Wahda                  | EAU          | 2000-2001 |
| ADO La Haya               | Países Bajos | 2001-2003 |
| Al-Wahda                  | EAU          | 2003-2004 |
| Feyenoord (ojeador)       | Países Bajos | 2006-2010 |
| VV Young Boys             | Países Bajos | 2010-2012 |

## Palmarés

### Como jugador

#### Títulos nacionales
| Título                   | Equipo        | País         | Año  |
| ------------------------ | ------------- | ------------ | ---- |
| Eredivisie               | DWS Amsterdam | Países Bajos | 1964 |
| Eredivisie               | Feyenoord     | Países Bajos | 1969 |
| Copa de los Países Bajos | Feyenoord     | Países Bajos | 1969 |
| Eredivisie               | Feyenoord     | Países Bajos | 1971 |
| Eredivisie               | Feyenoord     | Países Bajos | 1974 |

#### Títulos internacionales
| Título                      | Equipo    | Sede     | Año  |
| --------------------------- | --------- | -------- | ---- |
| Copa de Campeones de Europa | Feyenoord | Milán    | 1970 |
| Copa Intercontinental       | Feyenoord | Róterdam | 1970 |
| Copa de la UEFA             | Feyenoord | Róterdam | 1974 |

#### Distinciones individuales
| Distinción                             | Año  |
| -------------------------------------- | ---- |
| Futbolista del año en los Países Bajos | 1970 |
| Futbolista del año en los Países Bajos | 1975 |

### Como entrenador

#### Títulos nacionales
| Título         | Equipo             | País         | Año  |
| -------------- | ------------------ | ------------ | ---- |
| Divizia A      | FC Dinamo Bucarest | Rumania      | 1992 |
| Liga Emiratí   | Al-Wahda           | EAU          | 2001 |
| Eerste Divisie | ADO La Haya        | Países Bajos | 2003 |